# Antarchaea alopecodes
Antarchaea alopecodes là một loài bướm đêm trong họ Noctuidae.